# Пауні (народ)
Па́уні (традиційне написання), поуні, поні (англ. Pawnee) — індіанський народ, що проживав в минулому в районі річок Платт, Луп і Репаблікан, на території сучасних Небраски і Канзасу.

## Історія
У XVIII столітті вони були союзниками французів і зіграли важливу роль у запобіганні іспанській експансії на Великі рівнини. Пауні перемогли іспанців у битві, що відбулася в 1720 році. Пауні представляли собою союз чотирьох споріднених кеддомовних племен: кіткехахкі, чауі, пітахауірат і скіді.
Перші три племені складали Південну групу пауні. Самі себе пауні називали чахіксічахікс — чоловіки з чоловіків. До кінця XIX століття кіткехахкі, чауі й пітахауірат ставилися до скіді майже як до чужинців.
У XVIII столітті між ними і скіді навіть траплялися кровопролитні зіткнення і в 1864 році найстаріші пауні все ще могли назвати імена багатьох учасників тих боїв.
Ворожі настрої між скіді і іншими трьома племенами пауні припинилися приблизно в 1847 році.

## Населення
У XIX столітті пауні були майже винищені епідеміями віспи та холери, занесеними ймовірно жителями Європи. До 1900 року їхня чисельність скоротилася до 600 людей. У 2002 році пауні налічували 2500 людей. Однак лише четверо ще знали мову пауні. У 2010 році налічувалося 3210 зареєстрованих пауні, з них 1725 проживали в Оклахомі.